# دنيس سكوت
دنيس سكوت (بالإنجليزية: Dennis Scott)‏ هو لاعب دوري الرغبي أسترالي، ولد في 15 يونيو 1976 في مورانبا في أستراليا.